# Maria Marì
Maria Marì è una canzone in lingua napoletana, musicata da Eduardo Di Capua su versi di Vincenzo Russo, e pubblicata nel 1899. È stata la prima canzone ad essere incisa su 78 giri in Italia.

## Storia
La canzone è frutto della collaborazione tra il compositore Eduardo Di Capua, già affermato nel settore, e il giovane Vincenzo Russo, che allora aveva solamente 23 anni.
Il primo interprete della canzone fu Roberto Ciaramella, il quale, all'età di soli 7 anni, debuttò al Teatro Rossini di Napoli con l’opera di Di Capua, suo maestro di canto.
Nel 1887 Emile Berliner (inventore del grammofono) incaricò il giovane Fred Gaisberg di andare in giro per il mondo alla ricerca di belle musiche e belle voci da incidere su dischi. Il 28 giugno del 1900 il brano di Russo-Di Capua viene inciso a Napoli dal tenore Diego Giannini, diventando la prima incisione mai realizzata in Italia su 78 giri.

## Interpretazioni
- Enrico Caruso
- 1926 - Beniamino Gigli, singolo, (His Master's Voice – D.A. 763); doppio album del 1995 Beniamino Gigli in Concert 1938-1955 (Eklipse – EKR CD21)
- 1928 - L'angelo della strada (Street Angel), film di Frank Borzage
- 1964 - Roberto Murolo nell'album Napoletana dal 1897 al 1909 (durium – ms AI 77073)
- 1968 - Tullio Pane con i 4 + 4 di Nora Orlandi nell'album Holidays in Naples (Cinevox – Sc 33/1)
- 1980 - Massimo Ranieri nell'album Passa lu tiempo e lu munno s'avota (CGD – CGD 20205)
- Dean Martin